# El ángel caído
El ángel caído är det tredje studioalbumet av det spanska power metal-bandet Avalanch. Det släpptes 2001 av skivbolaget Flame Records. Albumet nyinspelades och utgavs maj 2017.

## Låtlista
1. "Hacia la luz" (instrumental) – 1:35
2. "Tierra de nadie" – 5:58
3. "El ángel caído" – 6:52
4. "Xana" – 5:37
5. "La buena nueva" (instrumental) – 0:36
6. "Levántate y anda" – 5:32
7. "Alma en pena" – 6:31
8. "Corazón negro" – 4:53
9. "Delirios de grandeza" – 4:23
10. "Antojo de un Dios" – 6:17
11. "El séptimo día" (instrumental) – 0:51
12. "Las ruinas del Edén: Acto I" – 3:39
13. "Las ruinas del Edén: Acto II" – 4:39
14. "Las ruinas del Edén: Acto III" – 2:08
15. "Santa Bárbara" (instrumental) – 1:36

Text & musik: Alberto Rionda
Bonusspår på 2017-utgåvan
1. "Crisálida" – 4:39
2. "Torquemada" – 6:22

## Medverkande
Avalanch-medlemmar 2001
- Alberto Rionda – gitarr, keyboard, basgitarr, programmering (trummor)
- Víctor García – sång
- Roberto García – gitarr
- Francisco Fidalgo – basgitarr
- Alberto Ardines – trummor
- Iván Blanco – keyboard

Bidragande musiker 2001
- Omar Bouza, Edel Pérez – percussion
- Ramón Lage, Leo Jiménez, Marcos Cabal, Tina Gutiérrez – bakgrundssång

Avalanch-medlemmar 2017
- Alberto Rionda – gitarr
- Israel Ramos – sång
- Magnus Rosén – basgitarr
- Mike Terrana – trummor
- Jorge Salán – gitarr
- José Manuel Paz – keyboard

Bidragande musiker 2017
- Richard de la Uz García, Juan Lozano – bakgrundssång
- Leo Jiménez – sång (spår 13)

Produktion
- Alberto Rionda – producent, ljudtekniker
- Tim Young – mastering
- Jorge Otero, Ricardo Menéndez – grafisk design
- Luis Royo – omslagskonst